# 吕内勒站
吕内勒站是法国的一个铁路车站，位于法国南部城市吕内勒。

## 位置
吕内勒站位于吕内勒市区的北部，塔拉斯孔－塞特铁路53.479公里处，距离蒙彼利埃大约23公里。车站大致呈东西走向，开口朝南。
吕内勒站北侧设有蒸汽机车掉头转盘，现已废弃。

## 设施
吕内勒站设有人工售票窗口，其开放时间如下：
- 周一至周五：6:20~20:10
- 周六：10:15~17:30
- 周日及节假日：10:15~18:30

此外，吕内勒站站内还设有自动售票机等设施。

## 停靠线路
以下列车线路在吕内勒站停靠：
| 吕内勒站列车线路表                                                 |      |                           |                       |              |
| 线路                                                               | 车种 | 上一站                    | 下一站                | 大致运行频率 |
| 阿维尼翁/马赛/尼姆—蒙彼利埃/纳博讷/图卢兹/佩皮尼昂/塞尔贝尔/波尔布 | TER  | 尼姆/韦尔热兹             | 拜亚尔格              | 每天13趟左右 |
| 阿维尼翁/尼姆—蒙彼利埃/纳博讷/佩皮尼昂                             | TER  | 韦尔热兹/盖拉尔格勒蒙蒂厄 | 吕内勒维耶勒/拜亚尔格 | 每天6趟左右  |
| 芒德/阿莱斯—纳博讷                                                 | TER  | 尼姆                      | 拜亚尔格              | 每天1趟      |
| 1.                                                                 |      |                           |                       |              |

## 配套交通

### 长途客车
| 停靠吕内勒站的大巴车 |                | |
| 上下车地点           | 运营单位       | 主要线路及目的地                                                                                           |
| 吕内勒站门口         | 加尔省城际客运 | - C35线：韦尔热兹、科多尼昂、Uchaud、尼姆 - C36线：索米耶尔、韦尔热兹、科多尼昂、Uchaud、尼姆              |
| 吕内勒站门口         | 埃罗省城际客运 | - 101线：拜亚尔格、圣奥内斯、旺达尔格、Le Crès、卡斯泰勒诺勒雷兹 - 107线：圣茹斯特、朗萨尔格、莫吉奥、拉特 |
| 吕内勒站门口         | SNCF Car TER   | 当某条铁路线施工或罢工时，SNCF可能会提供途径该线路沿途站点的大巴车                                         |
| 1. 2. 3. 4. 5.       |                | |

### 市内交通
| 吕内勒站附近的市内公共交通线路 |              | |
| 公交车站名称                   | 位置         | 停靠线路 |
| Gare SNCF 火车站               | 吕内勒站门口 | - 1路：吕内勒-共和 （双循环线路） - 2路：吕内勒-帕谢岭 ↔ 马西亚格-夏勒·科尔比耶 - 3路：吕内勒维耶勒-鲁卡尼耶 ↔ 圣纳泽尔德佩藏-中心 - 4路：吕内勒-海洋门商业中心 ↔ 索辛讷-学校 - 5路：吕内勒-海洋门商业中心 ↔ 圣塞里耶斯-镇政府 |
| 1.                             |              | |

### 社会车辆
吕内勒站门口设有社会车辆停车场。

## 临近车站
| 吕内勒站（Gare de Lunel）      |                    |                        |
| 上行车站                       | 线路               | 下行车站               |
| 加拉尔格站 5.4km ←             | 塔拉斯孔－塞特铁路 | 吕内勒维耶勒站 → 3.1km |
| - 本表仅显示运营中的线路及车站 |                    |                        |